# Capela de São João Batista (Ponta do Sol)
A Capela de São João Baptista é uma pequena capela rural situada na freguesia e concelho da Ponta do Sol, Região Autónoma da Madeira. Provavelmente construída no século XVII e reconstruída no século XIX, mantendo a planta original.